# Rass Károly
Rass Károly (Aranyosgyéres, 1872. április 12. – Kolozsvár, 1962. május 28.) romániai magyar irodalomtörténész, író.

## Életútja
Iskoláit Torockón, Kolozsvárt és Gyulafehérvárt, a római katolikus teológiát Gyulafehérvárt végezte, egyetemi tanulmányokat folytatott Kolozsvárt, Münchenben és Bécsben. 1896-tól Gyulafehérvárt a Római Katolikus Főgimnázium magyar-német szakos paptanára. 1916-tól az Erdélyi Római Katolikus Irodalmi Társaság elnöke, 1922-től az Erdélyi Irodalmi Társaság tagja és az Országos Magyar Párt helyi tagozatának elnöke. Szerepe volt az Erdélyi Katolikus Akadémia létrehozásában és részt vett annak utódja, a Pázmány Péter Társaság munkájában is. Főszerkesztője volt a Gyulafehérvárt megjelent Közművelődésnek (1916-19), társszerkesztője (1925-28) a Minerva Könyvtárnak.

## Munkássága
Irodalmi munkásságát mint színházi referens és novellista az Erdélyi Híradónál kezdte (1894); közölt a Nyugatmagyarországi Híradóban, a Debrecenben, az Ellenzékben, a nagyváradi Szabadságban, a Tiszántúlban. Novelláit, irodalmi kritikáit 1918 után az Erdélyi Szemle, A Hírnök, Gyulafehérvári Hetilap, Ellenzék, Magyar Nép, Pásztortűz közölte. Az elsők között rajzolta meg Reményik Sándor költői pályájának 1926-ig terjedő szakaszát, kimutatva transzilvanizmusának mély humánumát és a természeti képekből kibomló sajátos szimbolikáját. Számba vette a lírához felzárkózó erdélyi magyar regényirodalom eredményeit is. 
Élesen bírálta Makkai Sándor Magyar fa sorsa című könyvének Ady vallásos költészetére vonatkozó megállapításait, nem riadva vissza pamflet-elemek alkalmazásától sem.
Műkedvelők számára átdolgozta Abonyi Lajos A betyár kendője című népszínművét (Kolozsvár 1924); egy fejezettel szerepel Az erdélyi katholicizmus múltja és jelene című könyvben (Dicsőszentmárton 1925).

## Művei
- Bakfisálmok (novellák, Kolozsvár, 1895)
- Vörösmarty Mihály emlékezete (Gyulafehérvár, 1901)
- Nagy Konstantin (Kolozsvár, 1914)
- Erdélyi iskoláztatás és tudományosság a középkorban (Kolozsvár, 1924)
- A mai regény (Kolozsvár, 1925)
- Reményik Sándor (Kolozsvár, 1926; Erdélyi Tudományos Füzetek 1.)
- A párisi irodalom 1925-ben (Kolozsvár, 1926)
- Magyar fa sorsa. Makkai Sándor könyve (Kolozsvár, 1927)
- Makkai könyve Adyról (Brassó 1928. Az Erdélyi Tudósító Könyvtára)
- Torda a magyar irodalomban (Kolozsvár, 1928)
- Költők hitvallása (Arad, 1932)
- A mi regényirodalmunk (Kolozsvár, 1936)